# Kannapuram
Kannapuram è una suddivisione dell'India, classificata come census town, di 18.568 abitanti, situata nel distretto di Kannur, nello stato federato del Kerala. In base al numero di abitanti la città rientra nella classe IV (da 10.000 a 19.999 persone).

## Geografia fisica
La città è situata a 11° 59' 30 N e 75° 18' 46 E.

## Società

### Evoluzione demografica
Al censimento del 2001 la popolazione di Kannapuram assommava a 18.568 persone, delle quali 8.564 maschi e 10.004 femmine. I bambini di età inferiore o uguale ai sei anni assommavano a 1.820, dei quali 952 maschi e 868 femmine. Infine, coloro che erano in grado di saper almeno leggere e scrivere erano 15.532, dei quali 7.391 maschi e 8.141 femmine.